# Liste der Biografien/Rar
Liste der Biografien |
Portal Biografien |
Personensuche
# |
A |
B |
C |
D |
E |
F |
G |
H |
I |
J |
K |
L |
M |
N |
O |
P |
Q |
R |
S |
T |
U |
V |
W |
X |
Y |
Z |
?
 
Ra |
Rb |
Rd |
Re |
Rh |
Ri |
Rj |
Rk |
Rl |
Rm |
Rn |
Ro |
Rr |
Rs |
Rt |
Ru |
Rv |
Rw |
Rx |
Ry |
Rz
 
Raa |
Rab |
Rac |
Rad |
Rae–Rah |
Rai |
Raj |
Rak |
Ral |
Ram |
Ran |
Rao |
Rap |
Raq |
Rar |
Ras |
Rat |
Rau |
Rav |
Raw |
Rax |
Ray |
Raz
Die Liste der Biografien führt alle Personen auf, die in der deutschsprachigen Wikipedia einen Artikel haben. Dieses ist eine Teilliste mit 19 Einträgen von Personen, deren Namen mit den Buchstaben „Rar“ beginnt.

## Rar

### Rara
- Raramu, altägyptischer Palastaufseher, Wab-Priester, Bekannter des Königs und Totenpriester des Cheops in der 6. Dynastie

### Rard
- Rard-Reuse, Clélia (* 1988), Schweizer Leichtathletin
- Rardin, Jennifer (1965–2010), amerikanische Fantasy-Autorin

### Rare
- Rarebell, Herman (* 1949), deutscher SchlagzeugerHerman Rarebell (* 1949)

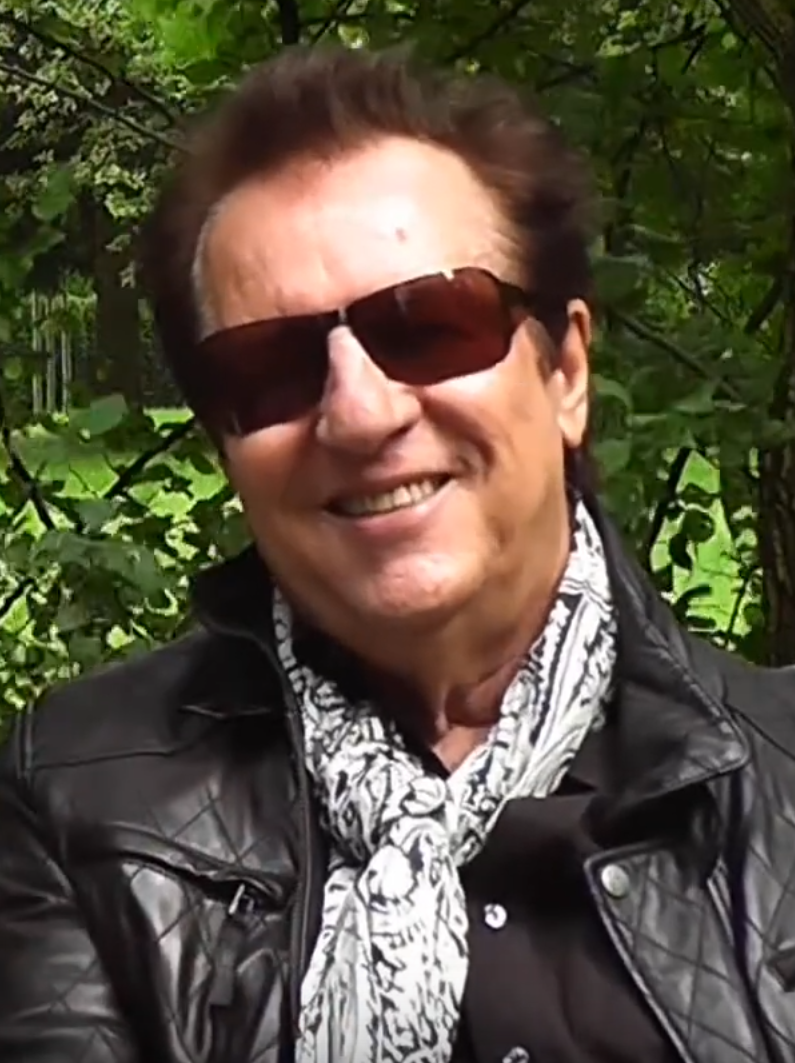
Herman Rarebell (* 1949)

### Rari
- Rarick, John (1924–2009), US-amerikanischer Politiker
- Rariden, James (1795–1856), US-amerikanischer Politiker
- Rarisch, Ina (1926–2012), deutsche Filmemacherin
- Rarisch, Klaus M. (1936–2016), deutscher Lyriker und Essayist
- Rarison, Appolite Ramaroson (* 1951), madagassischer Politiker
- Rarita, William (1907–1999), US-amerikanischer theoretischer Physiker
- Rariz, Diego (* 1978), uruguayischer Fußballspieler

### Rark
- Rarkowski, Franz Justus (1873–1950), deutscher katholischer Militärbischof
- Rarkowski, Justus (1845–1895), deutscher Stadtrat, Brauereibesitzer und Politiker (Zentrum), MdR

### Raro
- Raron, Heinrich I. von († 1271), Bischof von Sitten
- Raron, Heinrich II. von, Bischof von Sitten
- Raron, Peter von, Freiherr von Raron
- Raron, Petermann von († 1479), Freiherr, Herr zu Toggenburg und der letzte Vertreter der Freiherren von Raron
- Raron, Wilhelm III. von († 1451), Fürstbischof von Sitten

### Rarr
- Rarrasch, Werner (* 1926), deutscher Fußballspieler